# Adam Steinborn

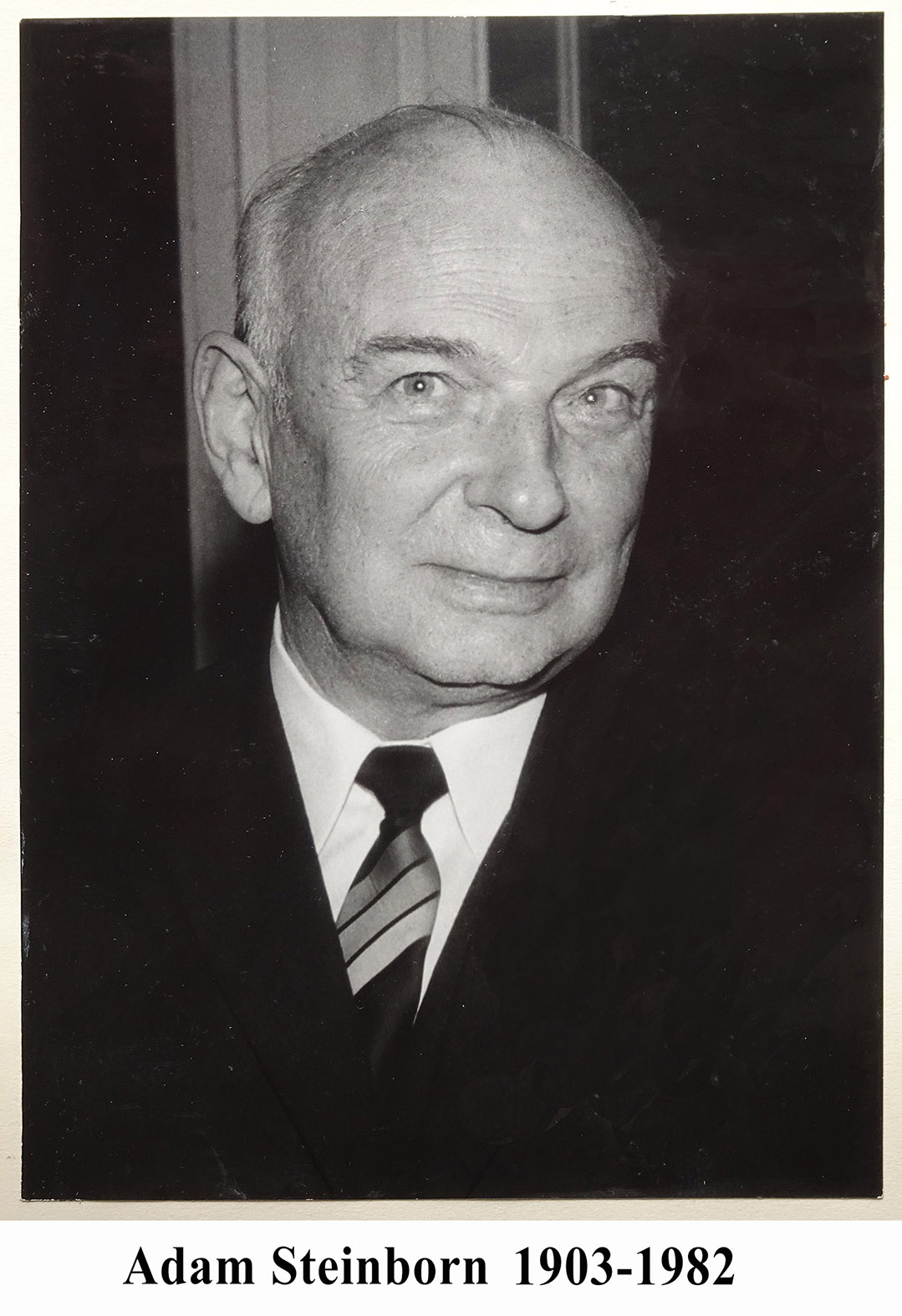

Adam Feliks Roman Steinborn (ur. 30 maja 1903 w Toruniu, zm. 12 marca 1982 w Warszawie) – handlowiec, żołnierz Armii Krajowej.

## Życiorys
Był synem Ottona Steinborna i Heleny Tomiły z Kawczyńskich; oboje rodzice byli znanymi działaczami niepodległościowymi na Pomorzu. Jako gimnazjalista brał udział w młodzieżowych organizacjach wolnościowych (Towarzystwo Tomasza Zana, drużyna skautów im. Zawiszy Czarnego). Był harcerzem-ochotnikiem w wojnie 1920 r. Studia w Wyższej Szkole Handlowej w Warszawie ukończył  w 1925 r.; tu w latach 1927–1930. był asystentem Katedry Geografii Ekonomicznej. Szkołę Podchorążych Rezerwy w Grudziądzu ukończył  w 1926 r., a w roku 1928 otrzymał stopień podporucznika rezerwy.
Od 1936 r. pracował w Krajowej Hurtowni Herbaty „Szumilin” w Warszawie, (przekształconej w czasie wojny w Rejonową Hurtownię Aprowizacyjną nr XXIII, paczkującą i rozprowadzającą artykuły żywnościowe „na kartki”); w latach 1938–1944 był dyrektorem tej firmy. W latach 30. pełnił różne funkcje w organizacjach zawodowych (Zgromadzenie Kupców Polskich, Polska Centrala Importu Kawy, Izby Przemysłowo-Handlowa, Kompania Handlu Zamorskiego, Zrzeszenie Hurtowników Kolonialnych).
Zmobilizowany jako podporucznik artylerii w sierpniu 1939 r., po klęsce wrześniowej wrócił 8 października do Warszawy. Od listopada 1939 r. działał w Związku Walki Zbrojnej, następnie zaprzysiężony oficer kontrwywiadu Armii Krajowej (Komenda Główna, Oddział II, Referat 997). Do stycznia 1945 r. w Oddziale Osłonowym Sztabu Obszaru Zachodniego AK. Wojskową służbę ukończył w randze kapitana.
Po wojnie był dyrektorem firmy handlu krajowego i zagranicznego „Transactor”, co wiązało się z aresztowaniem i uwięzieniem  (1949–1953). Po 1957 r. powrócił do handlu zagranicznego pracując do 1980 r. w „Metalexporcie”. W latach 60. wykładał w Szkole Głównej Planowania i Statystyki.
19 kwietnia 1927 r. ożenił się z Janiną z  Mieszkowskich. Mieli troje dzieci: Bożenę, Elżbietę Joannę i Grzegorza Bogusza.

## Ordery i odznaczenia
- Krzyż Srebrny Orderu Wojennego Virtuti Militari (10 listopada 1944)
- Krzyż Kawalerski Orderu Odrodzenia Polski (1973)
- Krzyż Walecznych (4 lipca 1943)

- Złoty Krzyż Zasługi z Mieczami (1 stycznia 1945)